# Vipsania Marcella Minor
Vipsania (probablement née entre 27 et 21 avant J.-C., parfois appelée Vipsania Marcella Minor ou Vipsania Marcellina afin de la différencier de ses sœurs) était une noble romaine du premier siècle avant J.-C. Elle était l'épouse du politicien Marcus Aemilius Lepidus et probablement la fille du général romain Marcus Vipsanius Agrippa et de sa seconde épouse Claudia Marcella Major (la nièce de l'empereur Auguste).

## Biographie

### Jeunesse
Vipsania est probablement née entre 27 et 21 avant J.-C, de l'union entre Marcus Vipsanius Agrippa et sa seconde épouse Claudia Marcella Major, la fille aînée de la sœur de l'empereur Auguste Octavie la Jeune. De son père, elle avait probablement une sœur plus âgée (ce que l'on suppose en raison de la différence d'âge entre leurs maris) et deux demi-sœurs aînées (l'une épousa Quintus Haterius, et l'autre, nommée Vipsania Agrippina, épousa le futur empereur Tibère) ainsi que cinq demi-frères et sœurs plus jeunes nommés Gaius César, Lucius César, Agrippine l'Aînée, Vipsania Julia et Agrippa Postumus, tous issus du troisième et dernier mariage de son père avec Julia l'Aînée. De sa mère, elle avait probablement aussi plusieurs demi-frères et sœurs plus jeunes, parmi lesquels Lucius Antonius et Iulla Antonia.

### Mariage
Vipsania a probablement épousé Marcus Aemilius Lepidus, consul en l'an 6 après J.-C. Tous les deux encore relativement jeunes lors de leur union, elle aurait ainsi été sa première épouse. Elle était la nièce de Claudia Marcella Minor, la deuxième femme du père de Marcus Aemilius Lepidus. Leur mariage était donc probablement destiné à améliorer leur position politique. Vispania et son époux ont probablement eu des enfants : une inscription dédiée à qui on suppose être l'un de leurs fils est toujours visible aujourd'hui sur la basilique Aemilia. Ronald Syme a émis l'hypothèse que ce fils aurait pu être le mari d'une Appuleia, mentionnée dans une anecdote de Pline comme ayant été l'épouse d'un Marcus Lepidus. L'anecdote précise qu'Appuleia aurait divorcé de son mari à cause de son alcoolisme, ce qui a poussé celui-ci à boire jusqu'à en mourir. Une femme nommée Aemilia Lepida est connue pour être la fille du consul Marcus Aemilius Lepidus, mais on ne sait pas si elle était la fille de Vipsania. Si ce n'est pas le cas, cela impliquerait que Vispania est décédée relativement jeune,.